# Daniela von Bülow
Pour les articles homonymes, voir von Bülow.
Daniela Thode Senta von Bülow, née à Berlin le 12 octobre 1860 et morte à Bayreuth le 28 juillet 1940, est une pianiste et conférencière allemande, fille de Hans et Cosima von Bülow, belle-fille de Richard Wagner, épouse de l'historien d'art Henry Thode et petite-fille de Franz Liszt.

## Biographie
Fille aînée de von Bülow et Cosima, Daniela avait sept ans quand sa mère décida de quitter son père pour vivre avec le compositeur Richard Wagner. Ses sœurs étaient Blandine von Bülow (1863-1941) et Isolde von Bülow (1865-1919). 
Elle était pianiste et a participé à la création de costumes pour les productions du Festival de Bayreuth. Elle a publié les lettres de son père Hans von Bülow.
Elle s'est mariée en 1886 avec l'historien de l'art Henry Thode, dont elle s'est séparée en 1914.
Elle a rejoint le Parti national-socialiste et est décédée en 1940.